# Douglas Samuel Jones
Douglas Samuel Jones (10 de janeiro de 1922 — 29 de novembro de 2013) foi um matemático britânico.

## Obras
- Electrical and Mechanical Oscillations. An Introduction, Londres, Routledge and Paul, 1961.
- Theory of Electromagnetism, Pergamon Press, 1964.
- Generalised Functions, McGraw Hill, 1966.
- com D. W. Jordan Introductory Analysis, 2 Volumes, Wiley 1969, 1970.
- Methods in Electromagnetic Wave Propagation, Oxford University Press, 2 Volumes, 1979, 1987, 2. Edição 1994.
- Elementary Information Theory, Clarendon Press/Oxford University Press, 1979.
- The Theory of Generalised Functions, 2. Edição, Cambridge University Press, 1982.
- com B. D. Sleeman Differential Equations and Mathematical Biology, Chapman and Hall/CRC Press 1983, 2. Edição com M. J. Plank, 2010.
- Acoustic and Electromagnetic Waves, Clarendon Press/Oxford University Press, 1986.
- Assembly Programming and the 8086 Microprocessor, Oxford University Press, 1988.
- 80X86 Assembly Programming, Oxford University Press, 1991.
- Introduction to Asymptotics. A treatment using nonstandard analysis, World Scientific, 1996.
- Diffraction of a high-frequency plane electromagnetic wave by a perfectly conducting circular disc, Courant Institute of Mathematical Sciences 1963, Archive.